# Money and the Woman
Pour plus de détails, voir Fiche technique et Distribution.
Money and the Woman est un film américain réalisé par William K. Howard, sorti en 1940.

## Fiche technique
- Titre : Money and the Woman
- Titre original : Money and the Woman
- Réalisation : William K. Howard
- Scénario : Robert Presnell Sr.
- Production : Bryan Foy
- Société de production : Warner Bros.
- Direction musicale :
- Musique : Bernhard Kaun
- Photographie : L. Wm. O'Connell
- Direction artistique :
- Costumes :
- Montage :
- Pays d'origine : États-Unis
- Format : Noir et blanc - Son : Mono
- Genre : Comédie romantique
- Durée : 66 minutes
- Dates de sortie :
  - États-Unis : 17 août 1940 (première à New York)

## Distribution
- Jeffrey Lynn : Dave Bennett
- Brenda Marshall : Barbara Patteson
- John Litel : Jerremy 'Jerry ' Helm
- Lee Patrick : Miss Martha Church
- Henry O'Neill : Mr. Mason
- Roger Pryor : Charles 'Charlie' Patteson
- Guinn Williams : Mr. Adler
- Henry Kolker : Mr. Rollins
- William Gould : Détective
- Edward Keane (en) : Mr. Kaiser
- William Marshall : employé de banque
- Peter Ashley : caissier de la banque
- Mildred Coles : secrétaire à la banque
- Sandra Stephenson : Jeannie Patteson
- Willie Best : George Washington Jones